# Lautaro Valenti
Lautaro Rodrigo Valenti (Rosario, Santa Fe, Argentina; 14 de enero de 1999) es un futbolista profesional argentino que juega como defensor y su equipo actual es el Parma Calcio 1913 de la Serie A de Italia.

## Trayectoria

### Lanús
Debutó profesionalmente en Lanús, equipo donde realizó todas las divisiones inferiores, el día 6 de mayo de 2019 en un partido contra Vélez Sarsfield por la Copa de la Superliga 2019.
De cara a la temporada 2019/20, el entrenador Luis Zubeldía le dio más confianza y logró asentarse en la Primera del granate jugando 26 partidos y convirtiendo 3 tantos siendo pieza clave del equipo.

### Parma
Para la temporada 2020/21 el Parma Calcio 1913 de la Serie A se lo lleva a préstamo con una opción de compra obligatoria de € 5.000.000 a pagar en 2021. Debutó contra el Pescara en la tercera ronda de la Copa Italia.

## Estadísticas
- Actualizado hasta el 1 de abril de 2023.

| Club                | Div                 | Temporada           | Liga  | Liga  | Liga   | Copas nacionales(1) | Copas nacionales(1) | Copas nacionales(1) | Torneos internacionales(2) | Torneos internacionales(2) | Torneos internacionales(2) | Total | Total | Total  |
| Club                | Div                 | Temporada           | Part. | Goles | Asist. | Part.               | Goles               | Asist.              | Part.                      | Goles                      | Asist.                     | Part. | Goles | Asist. |
| ------------------- | ------------------- | ------------------- | ----- | ----- | ------ | ------------------- | ------------------- | ------------------- | -------------------------- | -------------------------- | -------------------------- | ----- | ----- | ------ |
| Lanús Argentina     | 1.ª                 | 2018-19             | 0     | 0     | 0      | 3                   | 0                   | 0                   | -                          | -                          | -                          | 3     | 0     | 0      |
| Lanús Argentina     | 1.ª                 | 2019-20             | 23    | 3     | 1      | 1                   | 0                   | 0                   | 2                          | 0                          | 0                          | 26    | 3     | 1      |
| Lanús Argentina     | Total               | Total               | 23    | 3     | 1      | 4                   | 0                   | 0                   | 2                          | 0                          | 0                          | 29    | 3     | 1      |
| Parma · Italia      | 1.ª                 | 2020-21             | 11    | 0     | 0      | 1                   | 0                   | 0                   | 0                          | 0                          | 0                          | 12    | 0     | 0      |
| Parma · Italia      | 1.ª                 | 2021-22             | 3     | 0     | 0      | 1                   | 0                   | 0                   | 0                          | 0                          | 0                          | 4     | 0     | 0      |
| Parma · Italia      | 1.ª                 | 2022-23             | 24    | 1     | 3      | 2                   | 0                   | 0                   | 0                          | 0                          | 0                          | 26    | 1     | 3      |
| Parma · Italia      | Total club          | Total club          | 38    | 1     | 3      | 4                   | 0                   | 0                   | 0                          | 0                          | 0                          | 42    | 1     | 3      |
| Total en su carrera | Total en su carrera | Total en su carrera | 61    | 4     | 4      | 8                   | 0                   | 0                   | 2                          | 0                          | 0                          | 71    | 4     | 4      |

## Palmarés

### Campeonatos nacionales
| Título  | Club         | País   | Año     |
| ------- | ------------ | ------ | ------- |
| Serie B | Parma Calcio | Italia | 2023-24 |